# 후안 파블로 바르가스
후안 파블로 바르가스 캄포스(스페인어: Juan Pablo Vargas Campos, 1995년 6월 6일 ~ )는 코스타리카의 축구 선수로 포지션은 수비수이다. 현재 콜롬비아 카테고리아 프리메라 A의 클럽인 미요나리오스 FC에서 활약하고 있다.